# 小澤悦夫
小澤 悦夫（こざわ えつお）は、日本の英語学者。専門は、英文法。

## 略歴
長野県諏訪市出身。長野県諏訪清陵高等学校を経て、松田徳一郎、竹林滋に師事し、東京外国語大学外国語学部英米語学科卒業。長谷川欣佑、池上嘉彦、国広哲弥、金田一春彦、南不二男に師事し、東京大学大学院人文科学研究科博士課程修了。1986年早稲田大学商学部専任講師。1988年同大学助教授。1994年同大学教授。2021年同大学退官。

## 著書

### 単著
- 『英語学試論集』私家版 2013年

### 共編著
- 『話題源 英語』井上雍雄編 東京法令出版 1989年
- 『理化学英和辞典』小田稔他編 研究社 1998年
- 『英語学文献解題 第4巻 文法I』宇賀治正朋編 研究社 2010年